# Сибирская ярмарка
ITE Сибирская ярмарка — выставочное общество, учреждённое в 1989 году. С 2008 года принадлежит британской компании ITE Group Plc. Головной офис находится в Новосибирске.

## История
Выставочное общество было создано в 1989 году в Новосибирске как региональный коммерческий центр Ассоциации сибирских городов.
В 1989 году проведена Первая Всесибирская универсальная выставка, собравшая 890 участников.
В 1991 году создан Союз выставок и ярмарок, на котором «Сибирская ярмарка» была одним из учредителей и организаторов.
В июне 1992 года Новосибирский центр международной торговли прошёл регистрацию в Нью-Йорке, после чего фирма стала официальным организатором выставок Всемирной ассоциации центров международной торговли в контексте тематических и календарных планов Союза международных ярмарок.
В 2008 году выставочное общество купила британская компания ITE. На тот момент собственник «Сибирской ярмарки» Сергей Якушин потерял к ней интерес.

## Выставочное пространство
Организация арендует площадку в Новосибирском экспоцентре, ранее выставочное пространство «Сибирской ярмарки» находилось по адресу Красный проспект, 220 в Заельцовском районе. 